# Comminges
Ne doit pas être confondu avec Comminge.
Entités précédentes :
- Convènes
- Novempopulanie
- Domination wisigothe
- Comté de Comminges

Entités suivantes :
- Départements de l'Ariège, du Gers, de la Haute-Garonne et des Hautes-Pyrénées
- Région Occitanie

Le pays de Comminges,,, (en gascon Comenge) est une région naturelle et historique des Pyrénées françaises, antique territoire du peuple aquitain des Convenae, regroupé autour de Lugdunum Convenarum (Saint-Bertrand-de-Comminges), puis comté de Comminges (Muret), circonscription de la province de Gascogne située sur les départements actuels du Gers, de la Haute-Garonne, des Hautes-Pyrénées et de l'Ariège. Le val d'Aran, haute vallée de la Garonne en Espagne, faisait aussi partie du Comminges jusqu'au XIIIe siècle et était encore rattaché au diocèse de Comminges jusqu'en 1802, date de sa fusion avec le diocèse de Toulouse.
Actuellement, le pays de Comminges est un territoire de la région Occitanie situé dans le sud de la Haute-Garonne (arrondissement de Saint-Gaudens). Ce département est le 7e département français au classement des points culminants grâce à la chaîne des Pyrénées commingeoises au-dessus de la station de Bagnères-de-Luchon (village d'Oô, 3 222 m au pic de Perdiguère).

## Géographie
Cette ancienne province de la France méridionale, autrefois entre le duché de Gascogne et la province du Languedoc, aujourd'hui répartie entre les départements de la Haute-Garonne, des Hautes-Pyrénées, de l'Ariège et du Gers, se divisait dans le sud de son territoire en Comminges languedocien, dit aussi bas Comminges et petit Comminges, dans le nord-est, avec pour villes principales Muret, Samatan et Lombez ; en Comminges gascon ou haut Comminges, dans le sud, entre la Barousse, la Bigorre, l'Aspétois et le Couserans avec pour villes principales Bagnères-de-Luchon, Saint-Béat et Barbazan.
Elle est issue du comté de Comminges qui s'étendait de Muret à Luchon. Le comté du Comminges n'occupe qu'une partie du Comminges. La vicomté du Nébouzan, les enclaves commingeoises de la jugerie de Rivière-Verdun et les enclaves languedociennes du diocèse civil dit du petit Comminges occupant le reste de son territoire. La vicomté du Couserans et le comté d'Aure (ou le pays des Quatre-Vallées), dépendant, du comté du Comminges, complètent sa zone d'influence.
Le bas Comminges se divise en petits pays languedociens et gascons, irrigués par la Save, la Noue, la Louge, le Touch et surtout la Garonne : le Muretain, le Savès et le Comminges, parsemé d'enclaves, ressemblant à un gruyère.
Le haut Comminges se divise en petits pays axés principalement sur la haute vallée de la Garonne et sur celle de son affluent la Pique : Larboust, pays de Luchon, Ballongue, Oueil, Bavartès, Layrines, et Frontignes.
Le terme de Nébouzan s'applique plus spécifiquement à la région de Saint-Gaudens.
Le comté de Comminges proprement dit n'occupe qu'une partie du Comminges. Sa capitale, Muret, située sur la Garonne et proche de Toulouse, occupait une place stratégique entre la Gascogne dont il dépendait et le Languedoc. Saint-Bertrand-de-Comminges, considéré comme la capitale historique du Comminges, n'était même pas dans le comté du Comminges mais dans une des nombreuses enclaves de la jugerie de Rivière-Verdun. Saint-Gaudens, la ville la plus importante du haut Comminges, se trouvait dans la vicomté du Nébouzan et non dans le comté du Comminges. C'est ainsi que Muret est devenue la capitale du comté du Comminges sans être la capitale du Comminges.
Les vicomtés du Nébouzan et du Couserans dépendaient du comté du Comminges. Les nombreuses enclaves de la jugerie de Rivière-Verdun dans le Comminges dépendaient du duché de Gascogne. Les quatre enclaves du diocèse civil du petit Comminges (onze paroisses) dépendaient, elles, du Languedoc.
Administrativement, les États du Comminges se tenaient à Muret.
Aujourd'hui, on entend généralement par Comminges le sud du département de la Haute-Garonne. Le Comminges, traversé par la Garonne et ses affluents montagnards, présente une remarquable diversité de paysages, depuis les neiges éternelles de la crête-frontière jusqu'aux chaudes plaines alluviales qu'arrose le fleuve à sa sortie du massif.

La vallée du Comminges.

## Toponymie
Voir Convènes.

## Héraldique
| Comminges | Son blasonnement est : de gueules aux quatre otelles d'argent adossées et posées en sautoir. |

## Histoire

### Préhistoire
La grotte de la Tourasse, à Saint-Martory, est le site éponyme du Tourassien, une culture préhistorique aujourd'hui tombée en désuétude au profit de l'Azilien.

### Antiquité

#### Avant Rome
Avant la conquête de la Gaule par César, le Comminges était occupé par les Kombenae (ae de terminaison latine, improprement latinisé en Convenae, ceux du même clan), peuple de l'est Aquitaine protohistorique, jouxtant la Province romaine de Gaule établie vers 120 avant J-C. Après la conquête, les Convènes sont une des cités de la province d'Aquitaine, avec pour chef-lieu Lugdunum Convenarum (Saint-Bertrand-de-Comminges).
Jules César, dans ses Commentaires sur la Guerre des Gaules, remarque que ce qu'il cartographie lui-même sous le terme de « Gaule aquitaine », est composé de peuples aux us & coutumes plus proches des Ibères que des Celtes (au Nord : Gaulois et Belges, respectivement répartis dans ce qu'il nomme « Gaule celtique » — grosso modo future Gaule lyonnaise — et Gaule belgique ; sans parler au Sud des Celtes d'Ibérie — Bérons, Vaccéens... — ainsi que des Celtibères).
Il pourrait s'agir d'Ibères résiduels, voire en partie réfugiés, à la suite de la conquête romaine de la péninsule Ibérique sous le coup des guerres puniques. Car on sait que l'aire aquitaine, aquitanique, aquitanienne ou encore vasconique, correspond à une région où l'on parle alors des langues proto-basques : c'est probablement une seule et même variété de langues, que parlent les peuples recensés par Rome.

#### Romanisation
S'ils conservèrent leurs parlers malgré la romanisation, c'est parce qu'une partie d'entre eux s'allie avec l'Urbs pendant la guerre des Gaules. Naturellement, entourés des Celtes gaulois, des Celtes d'Ibérie et des Celtibères, ils en connaissent des influences au moins matérielles et techniques.
C'est en Comminges que sous le règne de Caligula auraient été exilés Hérode Antipas et sa femme Hérodiade (vers 39), deux personnages mentionnés dans les Évangiles : Hérode Antipas est le meurtrier de Jean le Baptiste. Comme ils sont probablement venus avec quelques serviteurs et fidèles, leur exil a sans doute entraîné le premier établissement de Juifs dans la région.
Au IIIe siècle, la cité des Convènes est intégrée à la Novempopulanie (Aquitania novempopulana) ou Aquitaine Troisième (diocèse de Vienne, préfecture des Gaules).
À partir de 418, le Comminges fait partie des territoires alloués aux Wisigoths, qui ont alors le statut de peuple fédéré de l'Empire.

### Reflux des langues vasconiques
Bien que les Wisigoths ne purent jamais dominer le territoire de l'actuel pays basque, c'est durant cette première féodalité que refluèrent les parlers proto-basques de l'ensemble de la Vasconie, sous le coup des guerres avec les Francs puis des Maures,,.

### Moyen Âge
Lugdunum Convenarum est sans doute devenu un évêché à la fin de l'Antiquité, mais ce n'est qu'au début du VIe siècle que débute la liste des évêques de Comminges, avec Suavis, qui participe au concile d'Agde en 506 ; ce concile traite notamment des persécutions des Wisigoths ariens contre les chrétiens d'obédience romaine.
En 507, les Francs de Clovis refoulent les Wisigoths au-delà des Pyrénées.
Le pays de Comminges est inclus en 628 dans le duché d'Aquitaine.
Un comté de Comminges a existé de 949 à 1453. À l'extinction de la dynastie de Comminges, il est réuni à la couronne de France.
Quelques évêques de Comminges sont particulièrement importants : Saint Bertrand (évêque de 1073 à 1123) ; Bertrand de Got (1295-1299), devenu le pape Clément V...

### Temps modernes

#### Élection et comté de Comminges
En 1701, selon Henry Le Bret, le Comenge est une élection composée de trois bureaux : Muret, Saint-Martory et Saint-Girons.
En 1789, le comté de Comminges était une Élection divisée en dix châtellenies (Muret, Samatan, L'Isle-en-Dodon, Saint-Julien (Saint-Julien-sur-Garonne), Aurignac, Salies (Salies-du-Salat), Aspet et Fronsac dans le Comminges, Saint-Girons et Castillon (Castillon-en-Couserans) dans le Couserans et quatre aides (Sauveterre, Montespan, Encausse et Lescure) complétaient la division territoriale de cette terre d'élection. Les vicomtés du Couserans et du Nébouzan ainsi que le pays des Quatre-Vallées dépendaient du comté du Comminges.
La jugerie de Rivière-Verdun, avec ses nombreuses enclaves en Gascogne, en Lomagne et dans le Comminges (vingt-huit enclaves exactement en 1789 ! dont douze dans le comté du Comminges et les vicomtés dépendantes), était une terre d'élection dépendant du duché de Gascogne.
Le diocèse civil, dit « du petit Comminges » (onze paroisses dans quatre enclaves), dépendait du Languedoc comme les quatre enclaves du diocèse civil de Toulouse dispersées dans le Couserans. À la création des départements, le comté du Comminges fut partagé entre les départements du Gers, des Hautes-Pyrénées, de l'Ariège et de la Haute-Garonne.
Sur certaines cartes anciennes, une distinction est faite entre le bas Comminges et le haut Comminges (voir carte du Béarn, de la Bigorre, de l'Armagnac et des pays voisins, par Guillaume Delisle en 1712).

#### Le bas Comminges
Le bas Comminges était partagé entre le comté de Comminges, la jugerie de Rivière-Verdun, la vicomté du Nébouzan et trois des quatre enclaves du Languedoc (réunies dans le diocèse civil appelé petit Comminges).
La châtellenie de Muret comprenait : Muret (se sépare de Eaunes en 1771, absorbe Ox, Saint-Amans-et-Ribonnet, Saint-Pierre-de-Bajourville, Estantens ou Saint-Cassien et La Combe ou Lacombe, se sépare de Ribonnet rattaché à Beaumont-sur-Lèze), Bois-de-la-Pierre, Eaunes (séparée de Muret en 1771), Estantens ou Saint-Cassien, La Combe ou Lacombe, Ox, Saint-Amans-et-Ribonnet, Saint-Pierre-de-Bajourville, (paroisses éphémères de 1790 à l'an VIII, toutes absorbées par Muret, seul Ribonnet fut détaché et rattaché à Beaumont-sur-Lèze), Fontenilles, Frousins (Frouzins en 1801), La Bastide-des-Feuillans (Labastide-Clermont en 1794), La Bastidette (Labastidette), La Casse (Lacasse), La Vernoze (Lavernose) (Lavernose-Lacasse en 1964), Laouach (absorbé par Le Fauga), Le Hauga, puis Fauga (Le Fauga en 1801), Lannes, Lespéries (commune de l'an IV à 1836, absorbé par Rieumes en 1836), Mauzac, Pins (Pins-Justaret en 1801), Poucharramet (absorbe Saint-Jean-de-Poucharramet en l'an VIII), Roques, Roquettes, Saint-Hjlaire (fusion puis absorption de Villeneuvette en l'an XII), Saint-Jean-de-Poucharramet (rattaché à Poucharramet en l'an VIII), Sahuguède (Saiguède, fusion éphémère en l'an VIII avec Bonrepos), Saubens, Villeneuvette (commune de l'an II à l'an XII puis fusion avec Saint-Hilaire).
La châtellenie de Samatan comprenait : Samatan (absorbe une partie de La Hillère en 1839), Azimont (disparue), Bragairac (Bragayrac en 1801), Casties, Labrande (Casties-Labrande, fusion en 1794), Castelnau-de-Picampau (Castelnau-Picampeau en 1801), Empaux (Empeaux en 1801), Espaon, Forgues, Fustignac, Garimont (absorbé par Monès en l'an VIII), Garravet, Gensac-Savès (absorbé par Montpezat en 1829), Goux ou Gouts (absorbé par Le Pin-Murelet en 1806), La Bastide (Labastide-Savès en 1801), La Haugarette (absorbé par Le Pin-Murelet en 1802), La Hillère (rattaché pour partie à Monblanc et à Samatan en 1839), Lagarde-Savès (rattaché en 1790 à Saint-Thomas), Lambès (disparue), Laymont, Lautignac, La Hage (Lahage), Le Périguer (disparue), Lombez, Murelet (rattaché au Pin en l'an X et à Gensac en 1829), Le Pin (absorbe Murelet en l'an X, Gouts et La Haugarette en 1806, absorbe Montpezat de 1828 à 1829, devient Le Pin-Murelet en 1829, se sépare de Murelet en 1829), Montadet, Montastruc-le-Vieux (Montastruc-Savès en 1958), Montégut (Montégut-Savès en 1958), Montgras, Montpezat (rattaché au Pin de 1828 à 1829, absorbe Gensac-Savès en 1829), Monblanc (absorbe La Hillère en 1839), Monès (absorbe Garimont en l'an VIII), Mourens, Murelet (absorbé par Le Pin en l'an X, fusion avec Le Pin en 1829, absorbé par Gensac-Savès et Montpezat en 1829), Nizas, Noilhan, Pebées, Peyrigné (absorbé par Seysses-Savès en 1839), Plagnole, Pompiac, Pouy-de-Touges, Puylausic, Sabonnères, Saint-Araille-de-Samatan (Saint-Araille), Saint-Lizier-du-Planté, Saint-Loube, Amadès (Saint-Loube-Amadès, fusion en 1823), Saint-Thomas-du-Désert (Saint-Thomas en 1793, absorbe Lagarde-Savès en 1790), Saubimont (Sauvimont), Savères, Sénarens et Seysses (Seysses-Savès en 1801, absorbe Peyrigné en 1839).
L'aide de Sauveterre comprenait : Sauveterre, Bézéril (absorbe Villeneuve en 1822), Gaujac, Larrouqueau (absorbé par Mongausy en 1824), Montamat, Pellefigue (absorbe Auriébat et Viella en 1823), Sabeilhan, Saint-Solan-Devant et Saint-Solan-Derrière (Saint-Soulan) et Tournan.
La châtellenie de L'Isle-en-Dodon comprenait : L'Isle-en-Dodon (absorbe Lagarde-de-l'Isle en 1828), Agassac, Anan, Ambax-la-Mezan (Ambax), Barran (absorbé par Montbernard en 1790), Bouchède (Boissède), Castelgaillard, Cazac (séparé de Labastide-Paumès en 1958), Coueilles, Frontignan-de-L'Isle (Frontignan-Savès en 1930), Figas ou Higas (absorbé par Montbernard en l'an X), Gensac (Gensac-de-Boulogne en 1929, enclave avec Saint-Loup-en-Comminges entre le Magnoac et le Nébouzan)), Goudex, Labastide-Pomés (Labastide-Paumès en 1801, se sépare de Cazac en 1958), Lagarde-de-L'Isle (absorbé par L'Isle-en-Dodon en 1828), Lilhac, Lunatz (Lunax), Martisserre, Mauvezin-de-l'Isle ou Mauvezin-Savès (Mauvezin), Mirambeau, Mondilhan, Montbernard (absorbe Montbernard en 1790 et Figas en l'an X), Montesquieu-de-Lisle, Guittaut (Montesquieu-Guittaut, fusion en 1839), Nénigan, Peguilhan, Polastron, Puymaurin, Rieulas (Riolas), Saint-Ferréol (Saint-Ferréol-de-Comminges en 2003), Saint-Laurens-des-Religieuses (Saint-Laurent), Salerm, Saint-Loup (Saint-Loup-en-Comminges en 1929, enclave avec Gensac-de-Boulogne entre le Magnoac et le Nébouzan), ainsi qu'Aventignan (Avintinhan, enclave entre Tébiran et Saint-Laurent-de-Neste), Cardeilhac (enclave entre le Nébouzan et Lalouret-Lafitteau), Clarac (enclave entre Valentine et Bordes-de-Rivière), Sédeilhac (enclave entre Lécussan et Saint-Plancard), Beyrède, Jumet (Beyrède-Jumet, fusion en 1801, enclave dans la vallée d'Aure, État des 4 Vallées).
L'aide de Montespan comprenait : Montespan, Ausson (enclave entre Taillebourg et Montréjeau), Bordères (Bordères-près-Arreau en 1801, enclave dans le Louron, devient Bordères-Louron en 1897, absorbe Ilhan en 1972), Cuguron, Mazères (Mazères-de-Neste en 1953), Saint-Laurent (Saint-Laurent-de-Neste en 1962), Villeneuve-Rivière (Villeneuve-de-Rivière en 1801), ainsi que Cazarilh, Lécussan et Villeneuve-de-Lécussan (enclave entre le Nébouzan et la Gascogne).
La châtellenie de Saint-Julien comprenait : Saint-Julien (Saint-Julien-sur-Garonne en 2005), Gensac-Saint-Julien (Gensac-sur-Garonne en 1929), Goutevernisse, Gouzens, Lahitère, Montberaud (absorbe Lafitte-Volvestre en 1790), La Fite ou Lafitte-Volvestre (absorbé par Montberaud en 1790), Le Plan, Saint-Christaud (absorbe Tersac en l'an II), Saint-Cizy (absorbé par Cazères en 1842), Tersac (absorbé par Saint-Christaud en l'an II).
La châtellenie d'Aurignac comprenait : Aurignac (absorbe une partie de Ramefort en 1825), Auzas, Bachas, Baman, Benque, Bauchalot (Beauchalot en 1807), Boussan (absorbe une partie de Ramefort en 1825), Boussens, Bouzin, Castéra, Vignoles (Castéra-Vignoles, fusion en 1839), Castillon (Castillon-de-Saint-Martory en 1801), Cazeneuve, Montaut (Cazeneuve-Montaut, fusion en 1825), Charlas, Ciadoux, Deilhac, Eoux, Escanecrabe (ou Saint-Sabin d'Escanecrabe), Esparron, Estancarbon, Francon, Gariscan (absorbé par Latoue en 1793), Gensac-d'Aurignac (Gensac-de-Boulogne en 1929, enclave entre le Magnoac, en Gascogne, et le Nébouzan), Lalouret, Laffiteau ou La Petite-Fitau, (Lalouret-Laffiteau, fusion en 1848), La Lagoutte-Gontaut (Proupiary), Landorthe, Larcan, Laton (devient Latour puis Latoue en 1801, absorbe Gariscan en 1793), Lescuns, Lestelle (Lestelle-de-Saint-Martory en 1921), Lieoux (absorbé par Saint-Gaudens en 1973), Lussan, Adeilhac (Lussan-Adeilhac, fusion en 1839), Mancioux, Marignac-d'Aurignac (Marignac-Laspeyres en 1801), Martignan (rattaché à Fabas en l'an IV), Martres (Martres-Tolosane en 1929), Mengué (commune de 1790 à 1791, absorbé par Aulon), Mont-d'Avezan (Mondavezan), Montastruc (Montastruc-Savès en 1801), Montégut-d'Aurignac (Montégut-Bourjac en 1925), Montgaillard d'Aurignac (Montgaillard-sur-Save en 1929), Montoulieu (Montoulieu-Saint-Bernard en 1921), Montoussin, Peyrissas, Saint-Andreau (Saint-André en 1801, absorbe une partie de Ramefort en 1825), Saint-Ignan, Saint-Lary-d'Aurignac (Saint-Lary-Bonjean en 1921, Saint-Lary-Boujean en 1955), Saint-Marcet (ou Saint-Marcel), Saint-Martory, Saint-Médard, Saman, Saux, Pomarède (Saux-et-Pomarède, fusion en 1804), Samouillan, Sana, Savarthès, Terrebasse (ou Esquiétdaze), Tillet (absorbé par Montoussin en 1790), Tournas (fusion avec Cassagnabère en 1855), ainsi que Cazeaux (Cazaux-Savès) et Caumont [enclave entre la châtellenie de Samatan (comté de Comminges), l'enclave de Gimont (jugerie de Rivière-Verdun) et l'aide de Sauveterre (comté de Comminges)].

#### Le haut Comminges
Le haut Comminges était partagé entre le comté de Comminges, la vicomté du Nébouzan, la jugerie de Rivière-Verdun, la vicomté des Quatre-Vallées, et une des quatre enclaves du diocèse civil du petit Comminges dépendant du Languedoc.
La châtellenie de Salies comprenait : Salies (Salies-du-Salat en 1958), Ausseing, Bager (Bagert en 1801), Barjac, Belloc (absorbé par Betchat de 1790 à 1794), Betbèze (Belbèze en 1801, devient Belbèze-Escoulis en 1921, se sépare d'Escoulis en 1952, devient Belbèze-en-Comminges en 1957), Betchat (absorbe Belloc de 1790 à 1794), Cazavet, Castagnède, Caumont, Contrazy, Couret (absorbe Escaich en 1793), Couts ou Coux (commune de 1790 à 1791), Escoulis (se sépare de Belbèze en 1952), Figarol, Gajan, La Bastide (La Bastide-du-Salat en 1801), La Cave (Lacave), Lorp, Sentaraille (Lorp-Sentaraille, fusion en 1971), Mane, Marsoulas, Mercenac, Monclar (Montclar-les-Prés en 1929 et Montclar-de-Comminges en 1937), Montégut (Montégut-en-Couserans en 1962), Montesquieu (Montesquieu-Avantès en 1801), Montgaillard (Montgaillard-de-Salies en 1929), Prat, Bonrepaux (Prat-Bonrepaux, fusion en 1971), Roquefort (Roquefort-sur-Garonne en 1921), Saint-Vincent, Saint-Araille, Lizier (Saint-Lizier en 1801), Sarradas (Cassagne en 1801), Souech (Soueich en 1801), Touille, Torignon puis Torignan-Vieux (Taurignan-Vieux en 1801), Torignon-Castet puis Taurignan-Castel (Taurignan-Castet en 1801).
La châtellenie d'Aspect comprenait : Aspect (Aspet, se sépare de Sengouagnet en 1835), Affis (His), Alas (absorbe Agert et Balagué en 1794, devient Balaguères en 1801) Agert, Balagué (absorbés par Alas en 1794), Arbas, Aspret (Aspret-Sarrat en 1943), Ausson, Balaguères (créé en 1801 en absorbant Agert et Balagué en 1794), Bordères, Castelviague (Castelbiague, absorbé par Saleich de 1816 à 1817), Chein-Dessous ou Debat (commune en l'an II, supprimée), Chem-Dessus (Chein-Dessus en 1801), Couret (absorbe Escaich en 1793), Cuguron, Escaich (absorbé par Couret en 1793), Estadens, Fougaron (se sépare de Herran en 1871), Francazal (absorbé par Saleich de 1816 à 1817), Gantiès, Herran (détaché de Fougaron en 1871), Labarthe-Inard, Mazères, Milhas (détaché d'Aspet en 1835, se sépare de Razecueillé en 1870), Montastruc (Montastruc-de-Salies en 1929, absorbe Saint-Martin-de-Comminges en ?), Pointis-Inard, Portet, Razecueillé (détaché de Milhas en 1870), Rouède, Saint-Martin-de-Comminges (absorbé par Montastruc-de-Salies en ?), Saleich (se sépare de Urau en 1870), Urau (détaché de Saleich en 1870) et Villeneuve-Rivière (Villeneuve-de-Rivière en 1801).
La châtellenie de Fronsac comprenait : Fronsac, Antichan (Antichan-de-Frontignes en 1921), Antignac, Arbon, Arguenos, Argut-Dessus (absorbé avec Coulédoux par Boutx en 1974), Artigue, Bachos (fusion avec Binos de 1840 à 1948, se sépare de Binos en 1948), Bagiry, Bagneres (Bagnères-de-Luchon en 1801), Barbas, Baren, Benque-Dessous, Benque-Dessus (Benque-Dessous-et-Dessus en 1801, rattaché à Saccourvielle en 1847, détaché en 1864), Bezins (absorbe Bézins-Dessus en 1801), Garraux (Bezins-Garraux, fusion en 1840), Binos (fusion avec Bachos de 1840 à 1948, se sépare avec Bachos en 1948), Bize, Bourg, Boutx (absorbe Coulédoux et Argut-Dessus en 1974), Burgalays, Caubous, Cazaunous, Cazaux, Layrisse, (Cazaux-Layrisse, fusion en 1793), Cenos, Chaum, Cier-de-Luchon (absorbe Montmajou en 1794), Compeils, Cierp, Gaud (Cierp-Gaud, fusion en 1972), Signac (avec Cierp-Gaud de 1973 à 1983), Cirès, Couledoux (absorbé par Boutx avec Argut-Dessus en 1974), Esténos, Eup, Fos, Frontignan (Frontignan-de-Comminges en 1929), Galié, Génos, Ger-de-Boutx, Gouaux, Guran, Juzet (Juzet-d'Izaut en 1801), Izaut (Izaut-de-l'Hôtel), Juzet-de-Luchon, Lège, L'Espitau-des-Oms (Lespiteau), Lez, Lourde, Malvezie, Mareigne (Mayrègne en 1793), Marignac, Milhas, Moncaup, Mont-de-Galié, Montauban (Montauban-de-Luchon en 1937), Montmajou (absorbé par Cier-de-Luchon en 1794)), Moustajon, Ore, Portet (Portet-d'Aspet en 1801), Saccourvielle (absorbe Benque-Dessous-Dessus en 1847, s'en sépare en 1864), Sainte-Anne (créé en 1726, supprimée en 1791), Salles, Pratviel (Salles-et-Pratviel, fusion en 1794), Saint-Mamet, Saint-Paul (Saint-Paul-d'Oueil en 1794), Sengouagnet (détaché d'Aspet en 1835), Sierp, Sode, Villers-et-Mamet (commune en 1790), ainsi que Nistos, Bizes, Hèchetès et Hèches (enclave entre les 4 Vallées et le Nébouzan).
L'aide d'Encausse comprenait : Encausse (Encausse-les-Thermes en 1921), Cabanac, Cazeaux (Cabanac-Cazeaux, fusion en 1921), Payssous, Rieucazé, Regades, Cardeilhac (enclave entre le Nébouzan et la châtellenie d'Aurignac), Campistrous (enclave entre le Nébouzan et l'enclave de Galan de la jugerie de Rivière-Verdun), Esparros, La Bastide (enclave dans la vallée d'Aure de l'État des Quatre-Vallées).
L'aide de Lescure comprenait : Lescure (absorbe Saint-Jean-Dulcet en 1793), Montesquieu (Montesquieu-Avantès en 1801), Saint-Jean-Dulcet (absorbé par Lescure en 1793) et Montbrun (Montbrun-Bocage en 1921).

#### La vicomté du Couserans
La vicomté du Couserans, dépendant du comté du Comminges (après la fin de sa "dépendance" du comté de Foix suivie son indépendance), était divisé en deux châtellenies mais quatre petites enclaves (avec six paroisses) dépendaient du diocèse civil de Toulouse, donc du Languedoc.
La châtellenie de Saint-Girons comprenait : Saint-Girons (absorbe Lédar en 1793), Aleu, Alos, Araux (absorbé par Erp en 1792), Aulus (Aulus-les-Bains en 1938), Couflens, Encourtiech, Ercé, Erp (absorbe Araux et Régule en 1794), Echeil (Eycheil), La Court (Lacourt), Lédar (absorbé par Saint-Girons en 1793), Régule (absorbé par Erp en 1794), Rivière-Nert (Rivèrenert), Rogalle (absorbé par Soueix en 1973, devient associé en 1992), Sérac-d'Ustou (absorbé par Ustou en 1793), Soulan, Soueich-de-Couserans (devient Soueix en 1793 puis Soueix-Rogalle, fusion en 1992), Vic-d'Oust (absorbé par Oust en 1969), Oust (absorbe Vic-d'Oust en 1969), Saint-Lizier-d'Ustou (absorbé par Ustou en 1793), Sentenac-d'Oust, Trein-d'Ustou (absorbé par Ustou en 1793), Ustou (créé en 1793 en absorbant Saint-Lizier-d'Ustou, Sérac d'Ustou et Trein-d'Ustou).
La châtellenie de Castillon comprenait : Castillon (Castillon-en-Couserans en 1958), Amoulis (Moulis en 1801, absorbe Aubert, Luzenac, Montfaucon et Sour en 1793), Angonnes (Engomer en 1801, absorbe Astien en 1793), Antras, Aret (absorbé par Arrien en 1931), Argein, Arrien (devient Arrien-en-Bethmale en 1931 en absorbant Aret, Tournac et Villargein en 1931), Arrout, Astien (absorbé par Engomer en 1793), Aubert (absorbé par Moulis en 1793), Aucasein (Aucazein en 1793), Audressein, Augirein, Augistrou (absorbé par Orgibet en 1793), Aulignac (absorbé par Les Bordes-sur-Lez en 1793, qui fusionne en 2017 avec Uchentein pour devenir Bordes-Uchentein), Ayet et Samortein (devient Bethmale en 1931, se sépare d'Aret, Arrien, Tournac et Villargein en 1931), Balacet, Biert (créé en 1851 en absorbant Le Saraillé et Le Port en 1851), Bonac, Irazein (Bonac-Irazein, fusion en 1971), Bordes (Les Bordes-sur-Lez en 1873, absorbe Aulignac, Idrein et Ourjout en 1793), Boussenac (absorbe Rieuprégon en 1793), Cescau, Couflens (absorbe Salau en 1793), Euc Sentein (Uchentein en 1801), Galey (absorbe Orchein en 1793), Idrein (absorbé par Les Bordes-sur-Lez en 1793), Illartein, Jean (Saint-Jean en 1801, Saint-Jean-du-Castillonnais en 1921), Lary (Saint-Lary en 1793), Leichert (Leychert en 1801), Luzenac (absorbé par Moulis en 1793), Massat (se sépare du Saraillé et du Port en 1851), Montfaucon et Sour (absorbés par Moulis en 1793), Orchein (absorbé par Galey en 1793), Orgibet (absorbe Augistrou en 1793), Ourjout (absorbé par Les Bordes-sur-Lez en 1793), Rieuprégon (absorbé par Boussenac en 1793), Salau (absorbé par Couflens en 1793), Salsein, Sentein, Tournac (absorbé par Arrien en 1931), Villargein (absorbé par Arrien en 1931) et Villeneuve.

#### La vicomté du Nébouzan
Le Nébouzan était une vicomté dépendant du comté du Comminges, situé entre l'État ou le pays des Quatre-Vallées, les enclaves dispersées de la jugerie de Rivière-Verdun et celles du diocèse civil du "petit Comminges" dépendant du Languedoc. Il était composé de quatre châtellenies dans sa partie orientale et d'une viguerie dans sa partie occidentale.
Sa partie orientale comprenait vingt-huit paroisses réparties entre les châtellenies de Saint-Gaudens, de Sauveterre, de Cassagnabère et de Saint-Plancat (Saint-Plancard).
La châtellenie de Saint-Gaudens comprenait : Saint-Gaudens (absorbe Lieoux en 1973) et Miramont ou Miremont (Miramont-de-Comminges en 1949).
La châtellenie de Sauveterre comprenait : Sauveterre (Sauveterre-de-Comminges en 1936), Barbazan, Labroquère, Ardiège, Gourdan, Polignan (Gourdan-Polignan, fusion depuis l'an VIII, séparé de Seilhan en 1896), Labarthe (Labarthe-Rivière), Seilhan (détaché de Gourdan en 1896).
La châtellenie de Cassagnabère comprenait : Cassagnebère (devient Cassagnabère en 1801, fusion avec Ramefort pour devenir Cassagnabère-et-Ramefort en 1825, se sépare d'une partie de Ramefort en 1855, fusion avec Tournas, devient Cassagnabère-Tournas en 1855), Aulon, Cantaous (séparé de Tuzaguet en 1957), Escala, Lannemezan, Pinas, Tuzaguet (séparé de Cantaous en 1957), Peyrouzet, Bizous et Ramefort (commune de l'an IV à 1825 avec plusieurs enclaves réparties entre Cassagnabère, Boussan, Aurignac et Saint-André en 1825), Saint-Élix, Seiglan (Saint-Élix-Séglan, fusion en 1825).
La châtellenie de Saint-Plancat comprenait : Saint-Plancat (Saint-Plancard), Balesta, Blajan, Franquevielle, La Roque (Larroque en 1793), Le Cuing, Lespugue, Lodes, Loudet, Montmaurin, Nizan (Nizan-Gesse en 1921), Sarrecave, Sarremezan et les abbayes cisterciennes de Nisors ou de la Bénédiction-Dieu ou Bénisson-Dieu.
La partie occidentale de la vicomté de Nébouzan comprenait dix-huit paroisses, formant une viguerie.
La viguerie de Mauvezin comprenait : Mauvezin, Artiguemy, Asque, Avezac, Prat, Lahitte (Avezac-Prat-Lahitte, fusion en 1972), Batsère, Bégole, Benqué, Bettes, Bonnemazon, Bourg (Bourg-de-Bigorre en 1962), Bulan, Cieutat, Capbern (Capvern), Castillon, Chelle-Dessus, Espou (Chelle-Spou, fusion en 1793), Espèche, Espieilh, Fréchendets, Gourgue, Labastide, Laborde, Lagrange, Lomné, Lutilhous, Marsas, Péré, Poumarous, Sarlabous, Tilhouse, Uzer.

#### Le comté d'Aure
Appelées également État des Quatre-Vallées, ces quatre vallées étaient une ancienne province française regroupant les vallées d'Aure, de la Basse-Neste, de la Barousse et du Magnoac.
La vallée d'Aure comprenait : Sarrancolin, Aragnouet, Ardengost, Arreau, Ancizan, Aspin, Aure (Aspin-Aure, fusion en 1957), Aulon, Azet, Barranqueau (Barrancoueu), Bazus (Bazus-Aure en 1801), Bourisp, Cadeac, Cadeilhan, Trachère (Cadeilhan-Trachère, fusion en 1801), Camparan, Camours (Camous), Estensan, Frechet (Fréchet-Aure en 1801), Grézian, Gouaux, Guchen, Guchan, Grailheu, Ilhet, Jézeau, Lançon, Pailhac, Sailhan, Saint-Lari (Saint-Lary), Soulan (Saint-Lary-Soulan, fusion en 1964), Soulon, Tramezaïgues, Vielle (Vielle-Aure en 1801) et Vignec.
La vallée de la Basse-Neste comprenait : La Barthe (La Barthe-de-Neste en 1889, absorbe Mour en 1808), Bazus (Bazus-Neste en 1801), Lortet, Mazouau, Mour (absorbé par La Barthe en 1808), Saint-Arroman et Saint-Paul.
La vallée de la Barousse comprenait : Mauléon (Monléon en 1801, Mauléon-Barousse en 1806), Anla, Antichan, Aveux, Bertren, Bramobaquo (Bramevaque en 1793), Cazarilh, Crechex, Esbareich, Ferrère, Gaudent, Gembrie, Ilheu, Izaourt, Luscan (rattaché à Lourde de l'an IV à l'an VIII), Ourde, Sacoué, Sainte-Marie, Saléchan, Samaran, Samuran, Sarp, Siradan, Sost, Tibiran, Jaunac (Tibiran-Jaunac, fusion en 1793) et Thèbe.
La vallée de Magnoac (en Gascogne) comprenait : Castelnau (Castelnau-Magnoac en 1801, absorbe Haulon en 1805), Ariès, Espénan (Ariès-Espénan, fusion en 1858), Arné, Barthe, Bazordan, Belbèze (Betbèze en 1801), Belpouy (Betpouy en 1801), Campuzan, Casterets, Caubous, Cizos, Devèze, Gaussan, Guizerix, Hachan, Haulon (absorbé par Castelnau-Magnoac en 1805), Lalanne-d'Astarac (Lalanne en 1793), Laran, Lassales, La Rocque (Larroque), Lepouy (Pouy en 1801), Monléon (Monléon-Magnoac en 1801), Monlong, Organ, Peiret, Saint-André (Peyret-Saint-André, fusion en 1793), Puntous, Réjaumond, Sabarros, Sarriac (Sariac-Magnoac en 1925), Tajan, Termes (Thermes-Magnoac en 1919), Vieuzos et Villemur.

#### Les enclaves de la jugerie de Rivière-Verdun
De 1469 jusqu'à la Révolution, la jugerie de Rivière et la jugerie de Verdun furent réunies pour former la jugerie de Rivière-Verdun composée de nombreuses enclaves dans le comté du Comminges et les vicomtés dépendantes, la vicomté du Nébouzan, l'État des Quatre-Vallées et dans le duché de Gascogne. Ces enclaves étaient réparties de la frontière espagnole jusqu'au sud de Montauban, entre la Gascogne, le Languedoc, la Bigorre et le Nébouzan. Seules, ici, sont indiquées les douze enclaves (sur vingt-huit !) dans le comté de Comminges et les vicomtés dépendantes.
Dans le bas Comminges, et ce jusqu'à la Révolution, la jugerie avait de nombreux territoires enclavés dans le comté de Comminges :
- L'enclave de Sepx.
- L'enclave d'Alan avec : Alan, Le Frechet, Arnaud-Guilhem, La Fite (Lafitte-Toupière en 1793), Montaut et Cazeneuve (Cazeneuve-Montaut en 1825).
- L'enclave de Saint-Frajou avec : Saint-Frajou, Fabas et Martignan (rattaché à Fabas en l'an IV).
- L'enclave de Boulogne avec : Boulogne (Boulogne-sur-Gesse en 1958), Lilhette-Toupière (fusion avec Boulogne-sur-Gesse en 1790), Saint-Pé-d'Elbosc et Lalanne-Arqué.
- L'enclave de Savignac-del-Rey (Savignac-Mona en 1801).
- L'enclave de Cadeilhan avec : Cadeilhan (Cadeillan en 1801) et La Barthe (Labarthe).
- L'enclave de Saint-Lys avec : Saint-Lis (Saint-Lys), Auradé (absorbe Goujon en 1827), Beaufort, Blanquefort (a disparu), Bonrepos-de-Sainte-Foy (Bonrepos-sur-Aussonelle en 1929), Fonsorbes, Forgues, Frouzins, Cambernat (Cambernard), Goudourvielle (absorbé par Lias en 1827), Goujon (absorbé par Auradé en 1827), La Masquère (Lamasquère en 1801), La Salvetat-de-Sainte-Foy (absorbé par Sainte-Foy-de-Peyrolières avant 1790), Saint-Clar (Saint-Clar-de-Rivière en 1936), Sainte-Foy (Sainte-Foy-de-Peyrolières en 1929, absorbe La Salvetat-de-Sainte-Foy avant 1790) et Seisses-Tolosane ou Seisses (Seysses en 1793).
- L'enclave de Rieumes avec : Rieumes (absorbe Lespérès en 1836), Forgues, Le Lherm (Lherm) et Sajas,

Dans le haut Comminges, ces territoires, composés de plusieurs enclaves entre la Gascogne, le Languedoc et le Comminges provenant de la jugerie de Rivière, comprenaient :
- L'enclave de Génos avec : Génos, Adervielle, Pouchergues (Adervielle-Pouchergues, fusion en 1987), Aranvielle, Armenteule, Avajan, Bareilles, Billère, Castillon (Castillon-de-Larboust en 1801), Cathervielle, Cazeaux (Cazeaux-de-Larboust en 1801), Cazaux-Debat, Cazaux-Dessus (Cazaux, fusion en 1793), Fréchet (Cazaux-Fréchet, fusion en 1806), Anéran, Camors (Cazaux-Frechet-Anéran-Camors, fusion en 1978), Estarvielle (absorbe Garin en 1794), Garin (absorbe Saint-Tritous en 1793, absorbé par Estarvielle en 1794), Germ, Gouaux (absorbe Larboust en 1793, devient Gouaux-de-Larboust en 1801), Ilhan, Jurvielle, Larboust (absorbé par Gouaux en 1793), Loudenvielle, Loudervielle, Mont, Oô, Portet (Portet-de-Luchon en 1801), Poubeau, Saint-Aventin, Saint-Calix, Saint-Tritous (absorbé par Garin en 1793), Trébons (Trébons-de-Luchon en 1929) et Vielle (Vielle-Louron en 1801).
- L'enclave de Saint-Béat avec : Saint-Béat (seule la partie gauche de la paroisse séparée de la partie droite par la Garonne) et Arlos.
- L'enclave de Saint-Bertrand avec : Saint-Bertrand (Saint-Bertrand-de-Comminges en 1958, absorbe Saint-Just en 1793), Loures (Loures-Barrousse en 1883), Saint-Just (absorbé par Saint-Bertrand-de-Comminges en 1793) et Valcabrère.
- L'enclave de Montréjeau avec : Montréjeau (se sépare de Les Toureilles en 1875), Anère, Bordes (Bordes-de-Rivière en 1921), Gazave, Izaux, Lombrès, Montsérié, Montoussé, Nestier, Poullat (Ponlat en 1801), Taillebourg (Ponlat-Taillebourg, fusion en 1793), Montégut, Saint-Paul, Les Toureilles (séparé de Montréjeau en 1875).

#### Le diocèse civil languedocien du petit Comminges
Ce diocèse civil faisait partie des diocèses civils du Languedoc. Il était composé de onze paroisses réparties dans quatre enclaves dispersées dans le bas et haut Comminges, le long de la Garonne et près de la frontière espagnole (val d'Aran).
- L'enclave de Valentine avec : Valentine, Cier-de-Rivière, Huos, Martres (Martres-de-Rivière en 1929) et Pointis-de-Rivière.
- L'enclave de Mazères avec : Mazères ou Mazerettes (Mazères-sur-Salat en 1958) et Montsaunès.
- L'enclave de Saint-Pé-d'Ardet avec : Saint-Pé-Dardet (Saint-Pé-d'Ardet en 1801).
- L'enclave de Saint-Béat avec : Saint-Béat (seule la partie droite de la commune, séparée par la Garonne de la partie gauche, en faisait partie), Argut-Dessus (qui a fusionné en 1974 avec Boutx) et Melles.

#### Les enclaves languedociennes du diocèse civil de Toulouse
Ces quatre enclaves se trouvaient dans le Couserans et dépendaient du diocèse civil de Toulouse, un des diocèses civils du Languedoc.
- L'enclave de Rimont au nord du Couserans dans la chatellenie de Saint-Girons.
- L'enclave de Sor au centre du Couserans dans la châtellenie de Castillon (Castillon-en-Couserans).
- L'enclave de Seix, au sud du Couserans, à la frontière espagnole, dans la châtellenie de Castillon (Castillon-en-Couserans).
- L'enclave d'Alzein avec : Alzen (Alzein), Nescus et Larbont, entre le Couserans et le comté de Foix.

### Cartographie
- carte ancienne de Guillaume Delisle "carte du Béarn, de la Bigorre, de l'Armagnac et des pays voisins" établie en 1712.
- carte ancienne de S. Alliot "les Eslections de Commenge, d'Estarac, partie de celles de Rivière-Verdun et d'Armagnac, du Pays des 4 Vallées, le Nébouzan et le Pays de Foix" établie en 1695.
- cartes anciennes de Cassini, de la collection de David Rumsey (nos 37,38,39,74,75).